# Нижний Тылой
Нижний Тылой — деревня в Шарканском районе Удмуртской республики.

## География
Находится в центральной части Удмуртии на расстоянии приблизительно 21 км на запад-северо-запад по прямой от районного центра села Шаркан.

## История
Основана в середине XVIII века. В 1873 году отмечалась как починок Тылой (Петыргурт) с 20 дворами. В 1893 году 37 дворов, в 1905 — 46, в 1924 (уже деревня Тылой Нижний) — 42. Современное название с 1935 года. До 2021 года входила в состав Мувырского сельского поселения.

## Население
Постоянное население составляло 157 человек (1873), 302 (1893), 357 (1905), 283 (1924), 115 человек в 2002 году (удмурты 97 %).
| 2010 | 2012 |
| ---- | ---- |
| 77   | ↘69  |